# Resolució 1354 del Consell de Seguretat de les Nacions Unides
La Resolució 1354 del Consell de Seguretat de les Nacions Unides fou adoptada per unanimitat el 15 de juny de 2001. Després de reafirmar totes les resolucions sobre el conflicte de Xipre, inclosa la Resolució 1251 (1999), el Consell va prorrogar el mandat de la Força de les Nacions Unides pel Manteniment de la Pau a Xipre (UNFICYP) durant sis mesos més fins al 15 de desembre de 2001.
El Consell de Seguretat va prendre nota de la crida en l'informe del secretari general Kofi Annan per a les autoritats de Xipre i Xipre del Nord per abordar urgentment la situació humanitària de les persones desaparegudes. El Consell també va donar la benvinguda als esforços per sensibilitzar el personal pel manteniment de la pau de les Nacions Unides en la prevenció i el control del VIH/SIDA i altres malalties.
Estenent el mandat de la UNFICYP, la resolució demanava al Secretari General que informés al Consell l'1 de desembre de 2001 sobre l'aplicació de la resolució actual. També va instar la part turcoxipriota a posar fi a les restriccions imposades el 30 de juny de 2000 a les operacions de la UNIFCYP i restaurar el statu quo militar a Strovilia.
En resposta a la Resolució 1354, les autoritats del Xipre del Nord, que no la van considerar jurídicament vinculant o vàlida, es van negar a permetre que la UNFICYP sobrevolés el seu espai aeri.